# Gens Furia
I Furii furono una gens romana patrizia, i cui membri ebbero incarichi nelle magistrature per tutta la durata della Repubblica romana. Dopo un periodo di oscurità tra III e I secolo a.C. tornò in auge sotto il Principato augusteo e la dinastia giulio-claudia. Il primo a ottenere la carica di Console della Repubblica romana fu Sesto Furio Medullino Fuso nel 488 a.C., ma il più celebre fu Marco Furio Camillo, ricordato come il Secondo Fondatore di Roma.

## Praenomina
Sono comuni i praenomina Marcus, Spurius, Lucius, Publius, e Agrippa. I Furii Pacili usano il prenome Gaius, che gli altri rami non usano, in quanto appartenenti, come gens di origine, alla Gens Pacilia

## Membri dellagens Furia

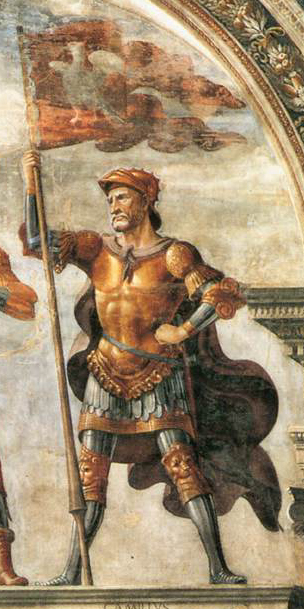
Marcus Furius Camillus (Furio Camillo), dettagli di un affresco di Domenico Ghirlandaio (1449–1494) Palazzo Vecchio, Firenze.

### Furii Camilli
- Marco Furio L. f S. n. Camillo: tribuno consolare nel 401 a.C., nel 398 a.C., nel 394 a.C., nel 386 a.C., nel 384 a.C. e nel 381 a.C. e dittatore nel 396 a.C., nel 390 a.C., nel 389 a.C., nel 368 a.C., nel 367 a.C.,;
- Spurio Furio M. f. L. n. Camillo: figlio del precedente, fu tra i primi pretori;[6][7]
- Lucio Furio Camillo: dittatore nel 350 a.C. e 345 a.C. e console nel 349 a.C.;
- Lucio Furio S. f. M. n. Camillo: console nel 338 a.C. e nel 325 a.C.;
- Marco Furio P. f. P. n. Camillo: console nell'8 d.C.;
- Marco Furio Camillo: figlio del precedente, membro del collegio dei Fratres Arvales nel 37 d.C.;
- Lucio Arrunzio Camillo Scriboniano: nato Furio Camillo, fratello dei precedenti, fu adottato da Lucio Arrunzio, ne assunse il nome e ricoprì la carica di console nel 32 d.C. Sotto il principato di Claudio istigò una rivolta delle truppe contro l'imperatore, ma fu sconfitto e graziato con l'esilio;
- Marco Furio Camillo Scriboniano: figlio del precedente, fu esiliato nel 53 d.C. per aver consultato gli Oracoli Caldei sulla morte di Claudio. Morì avvelenato in esilio;[8]

### Furii Medullini
- Sesto Furio Medullino Fuso: console nel 488 a.C.;
- Spurio Furio Medullino Fuso: console nel 481 a.C.;
- Lucio Furio Medullino console: nel 474 a.C.;
- Publio Furio Medullino Fuso: console nel 472 a.C.;
- Spurio Furio Medullino Fuso: console nel 464 a.C. e nel 453 a.C.;
- Agrippa Furio Medullino Fuso: console nel 464 a.C. e nel 446 a.C.;
- Lucio Furio S. f. Medullino: tribuno consolare nel 432 a.C., nel 425 a.C. e nel 420 a.C.;
- Lucio Furio L. f. S. n. Medullino: console nel 413 a.C. e nel 409 a.C., tribuno consolare nel 407 a.C., nel 405 a.C., nel 498 a.C., nel 497 a.C., nel 495 a.C., nel 494 a.C., nel 491 a.C.;
- Spurio Furio L. f. S. n. Medullino: tribuno consolare nel 400 a.C.;
- Lucio Furio S. f. L. n. Medullino Fuso: tribuno consolare nel 381 a.C. e 370 a.C. e censore nel 363 a.C.;
- Spurio Furio S. f. L. n. Medullino: tribuno consolare nel 378 a.C.;
- Livia Camilla Medullina: in origine Furia M. f. P. n Camilla, figlia del console dell'8 d.C., promessa sin dall'età degli otto anni al futuro imperatore Claudio, si ammalò e morì il giorno delle nozze;

### Furii Fusi
- Sesto Furio Fuso: citato da Rufio Festo nel 486 a.C., probabilmente un tribuno militare, bruciato per aver cospirato con il console Spurio Cassio Vecellino;[9][10][11]
- Sesto Furio Fuso: padre di Agrippa Fuso, tribuno consolare del 391;
- Marco Furio Fuso: tribuno consolare nel 403 a.C.;[12]
- Agrippa Sex. f. Furio Fuso: tribuno consolare nel 391 a.C.;

### Furii Pacili
- Quinto Furio Pacilio Fuso: pontifex maximus nel 449 a.C., tenne i comizi in cui furono selezionati i tribuni della plebe;[13][14]
- Gaio Furio Pacilio Fuso: console nel 441 a.C. e tribuno consolare nel 426 a.C.;
- Gaio Furio C. f. Pacilio: console nel 412 a.C.;
- Gaio Furio Pacilio: console nel 251 a.C.;

### Furii Phili
- Marco Furio Filo: nonno del console del 223 a.C.;
- Spurio Furio M. f. Filo: padre del console del 223 a.C.;
- Publio Furio S. f. M. n. Filo: console nel 223 a.C.;
- Publio Furio P. f. S. n. Filo: informò Scipione dell'intenzione di abbandonare Roma dopo la battaglia di Canne di Marco Cecilio Metello e altri;
- Publio Furio Filo: pretore nel 174 a.C.;
- Lucio Furio Filo: pretore nel 171 a.C.;
- Lucio Furio Filo: console nel 136 a.C.;
- Marco Furio L. f. Filo: triumvir monetalis del 119 a.C., le sue monete commemorano la vittoria di Quinto Fabio Massimo Allobrogico dell'anno precedente;

### Furii Bibaculi
- Furio Bibaculo: magister dei Salii, padre del pretore Lucio;
- Lucio Furio Bibaculo: pretore tra il 226 e il 219 a.C.;
- Lucio Furio L. f. Bibaculo: questore, caduto nella battaglia di Canne del 216 a.C.;
- Marco Furio Bibaculo: poeta satirico del I secolo a.C.;

### Furii Purpureones
- Spurio Furio Purpureone: padre del Lucio console;
- Lucius Furio S. f. S. n. Purpureone: pretore nel 200 a.C., console nel 196 a.C.;
- Furio Purpureone: triumvir monetalis tra il 179 e il 170 a.C.;
- Furio Purpureone: triumvir monetalis tra il 169 e il 158 a.C.;

### Furii Crassipedes
- Marco Furio Crassipede: pretore nel 187 a.C.e nel 173 a.C.;
- Publio Furio Crassipede: edile curule nell'84 a.C., durante il suo mandato coniò monete;
- Furio Crassipede: questore in Bitinia nel 51 e marito di Tullia, la figlia di Cicerone;
- Furio Crassipede: ufficiale di Sesto Pompeo in Sicilia tra il 43 e il 36 a.C.;
- Lucio Furio L. f. Crassipede: pretore o propretore in Macedonia in data indefinita;

### Furii Brocchi
- Gneo Furio Brocco: padre del triumvir monetalis del 63 a.C.;
- Lucio Furio Cn. f. Brocco: triumvir monetalis del 63 a.C.;
- Tito Furio Brocco: lo zio di Quinto Ligario, un soldato difeso da Cicerone;
- Gneo Furio Brocco: colto in adulterio e punito;

### Altri Furii
- Lucio Furio: tribuno della plebe nel 307 a.C., fece in modo che Appio Claudio Cieco non potesse essere eletto console se non rinuncianto alla censura, come previso dalla legge;[15]
- Gaio Furio Cresimo: un contadino accusato di aver avvelenato i campi dei vicini, assolto dall'edile Spurio Postumio Albino (console 186 a.C.), forse nel 191 a.C.;[16]
- Gaio Furio Aculeone: questore sotto Lucio Cornelio Scipione Asiatico nel 190 a.C.;[17][18]
- Spurio Furio: triumvir monetalis tra il 189 e il 180 a.C.;[19]
- Marco Furio Lusco: edile plebeo nel 187 a.C.;
- Gaio Furio: duumvirus navalis nel 178 a.C. e legato nel 170 a.C.;
- Aulo Furio Anziate: poeta del I secolo a.C., ammirato da Aulo Gellio e da Virgilio;
- Publio Furio: tribuno della plebe nel 99 a.C., sostenitore di Mario, pose il veto sulla proposta di legge che richiamava Quinto Cecilio Metello Numidico dall'esilio;
- Furio: un navarco di Eraclea Minoa, condannato a morte da Verre, nonostante la sua innocenza;[20]
- Numerio Furio: un eques dell'epoca di Cicerone;[21]
- Publio Furio: uno dei coloni militari a cui Silla aveva assegnato terre a Faesulae, complice nella Congiura di Catilina;[22][23]
- Aulo Furio A. f. Terzio: era presente ad Efeso quando Lucius Cornelius Lentulus Crus diede un ordine che esonerava i cittadini ebrei romani dal servizio militare nel 49 a.C.;[24]
- Tito Furio Vittorino: un eques che ebbe numerosi incarichi dagli imperatori Antonino Pio e Alessandro Severo;
- Furio Antiano: un giurista di data incerta, probabilmente non più tarda del regno di Alessandro Severo;[25]
- Gaio Furio Sabino Aquila Timesiteo: prefetto del pretorio nel 241;
- Furia Sabina Tranquillina: moglie di Gordiano III e imperatrice romana dal 241 al 244;
- Marco Mecio Memmio Furio Baburio Ceciliano Placido: console nel 343